# Santuario de Nuestra Señora del Lluch de Alcira
El Santuario de Nuestra Señora del Lluch es un santuario situado en la Muntanyeta del Salvador, en el municipio de Alcira. Es Bien de Relevancia Local con identificador número 46.20.017-003.

## Historia
Se originó como un ermitorio dedicado a la veneración del Salvador, muy extendida por la zona durante la conquista del rey Jaime I. Por el testamento del arcediano mosén Pedro Esplugues, de 1337 se sabe que el mismo propició la restauración de la ermita y se conoce el inventario de la misma. Disponía de confesionario, sacristía y coro. A su lado se encontraban las dependencias destinadas a vivienda de los ermitaños con cocina, comedor, cisterna y patio, en la planta alta se encontraban los dormitorios. El 5 de agosto de 1699, la imagen de la Virgen del Lluch, patrona de Alcira, fue trasladada en procesión desde la ciudad al ermitorio de la Muntanyeta.
Con la llegada de la imagen, la devoción de referencia del lugar pasa progresivamente de ser la del Salvador a la de Virgen del Lluch, usándose ambas denominaciones, por ejemplo, en el Libro de Actas Municipales de 1783. Durante el siglo XIX las peregrinaciones fueron siendo más multitudinarias, como es el caso de 1891, cuando acudieron 15 000 personas. A inicios del siglo XX algunas de las peregrinaciones tuvieron carácter diocesano.
La necesidad de reparaciones en el edificio, junto con la creciente popularidad de lugar, llevaron a plantear en 1922 la edificación de una nueva ermita, constituyéndose la Junta de Obras en 1923, pero la riada que afectó a Alzira en aquel mismo año retrasó el proyecto. La primera piedra no se pudo colocar hasta 1927. El 30 de agosto de 1935 se trasladó oficialmente la imagen titular, si bien el templo tardó algún tiempo más en finalizarse.
Del antiguo edificio permaneció en uso la vivienda del ermitaño, que dejó de utilizarse en 1984 y fue derribada al año siguiente.
Durante la Guerra Civil Española la primitiva imagen de la Virgen del Lluch fue destruida y el templo se utilizó como polvorín. En 1939 se recuperó el uso religioso del lugar, incluyendo la entronización de una nueva imagen de la titular, pero la restauración no se llevó a fin pues se priorizó la reconstrucción de la parroquias de la ciudad. Por ello en 1956 se reconstituyó la Junta de Obras para promover la restauración del templo.

## Descripción
El edificio es de estilo neo-románico. De planta basilical, junto a su nave central se extienden dos falsas naves laterales con contrafuertes. Mientras que el exterior es sobrio, el interior se encuentra decorado en estilo neobarroco.